# Carl Ludwig Duisberg
Carl Ludwig Duisberg (* 18. Juli 1889 in Elberfeld; † 19. Januar 1958 in München) war ein deutscher Jurist, Diplomat, Schauspieler, Drehbuchautor, Theaterdirektor und Filmregisseur. Er benutzte anfangs das Pseudonym Achaz, später findet sich daher häufig die Namensnennung Carl Ludwig Achaz-Duisberg oder Carl Ludwig Duisberg-Achaz.

## Leben
Seine Eltern waren der Großindustrielle Carl Duisberg (1861–1935) und dessen Ehefrau Johanna Duisberg geb. Seebohm (1864–1945). Er hatte zwei jüngere Brüder und eine jüngere Schwester.
Er studierte Natur- und Rechtswissenschaften an der Universität Cambridge und promovierte 1914 an der Rheinischen Friedrich-Wilhelms-Universität Bonn mit der Dissertation Der Schutz der Geisteskranken bei Rechtsgeschäften und seine Grenzen. Von 1916 bis 1917 war er für das Auswärtige Amt in den Vereinigten Staaten tätig und 1917 in Norwegen. Nach dem Ersten Weltkrieg war er zunächst unter dem Pseudonym „Achaz“ als Schauspieler in verschiedenen Stummfilmrollen zu sehen. Ende der 1920er Jahre begann er auch als Drehbuchautor und Filmregisseur zu arbeiten. Insbesondere mit dem Film Sprengbagger 1010 aus dem Jahr 1929 wurde er bekannt.
Vom 1. März 1933 bis Juni 1934 war er Direktor des Deutschen Theaters in Berlin.
Duisberg heiratete in erster Ehe Anna Luise Block (1896–1982), eine Tochter von Josef Block und Nachfahrin von Moses und Joseph Mendelssohn. In zweiter Ehe heiratete er die Schauspielerin Viola Garden (1902–1993). 1939 ließ Achaz-Duisberg auf dem Grundstück Inselstraße 36 auf Schwanenwerder durch den Architekten Hugo Constantin Bartels ein reetgedecktes Landhaus errichten, das in den 1970er Jahren abbrannte.

## Filmografie
- 1922: Die Lüge eines Sommers (Darsteller)
- 1923: Wenn die Maske fällt (Darsteller)
- 1929: Sprengbagger 1010 (Regie, Drehbuch)